# Asociația de Fotbal a Israelului
Asociația de Fotbal a Israelului (IFA; ebraică ההתאחדות לכדורגל בישראל, HaHit'aḥdut leKaduregel beIsrael) este forul conducător oficial al fotbalului în Israel, cu sediul în Ramat Gan. Este afiliată la FIFA din 1929 și la UEFA din 1994. Forul organizează Ligat ha'Al, Cupa Statului Israel, Cupa Toto și Echipa națională de fotbal a Israelului.